# Lac Le Gardeur (Lac-Croche)
Pour les articles homonymes, voir Le Gardeur (homonymie).
Le lac Le Gardeur est un plan d'eau douce de la zone de tête de la rivière Sainte-Anne Ouest dans le territoire non organisé de Lac-Croche, dans la municipalité régionale de comté (MRC) de La Jacques-Cartier, dans la région administrative de la Capitale-Nationale, dans la province de Québec, au Canada. Ce plan d'eau est situé au nord de la zec Batiscan-Neilson.
La partie sud du lac est desservie par une route forestière et une autre passe du côté est.
La foresterie constitue la principale activité économique du secteur; les activités récréotouristiques, en second.
La surface du lac Le Gardeur est habituellement gelée du début de décembre à la fin mars, toutefois la circulation sécuritaire sur la glace se fait généralement de la mi-décembre à la mi-mars.

## Géographie
Le lac Le Gardeur comporte une longueur de 3,3 km, une largeur de 1,1 km et sa surface est à une altitude de 604 m. Ce lac encaissé entre les montagnes est fait comme un U inversé. Une presqu'île rattachée à la rive sud s'étire sur 1,3 km vers le nord. Il a une superficie de 1,15 ha et draine un bassin versant de 16,12 ha.
Le lac Le Gardeur est alimenté en eau du côté nord-ouest par la décharge de la rivière Sainte-Anne Ouest (décharge du lac Fairchild), ainsi que par la décharge (venant du nord-est) des lacs Runan et Mancion.
À partir de l'embouchure du lac Le Gardeur, le courant descend sur 34,9 km en suivant le cours de la rivière Sainte-Anne Ouest jusqu'à la confluence de la rivière Neilson; sur 35,6 km vers le sud par le Bras du Nord; sur 76 km vers le sud-ouest via la rivière Sainte-Anne jusqu'à la rive nord-est du fleuve Saint-Laurent.

## Toponymie
Le toponyme lac Le Gardeur a été officialisé le 5 décembre 1968 par la Commission de toponymie du Québec.